# فيرنر كورت

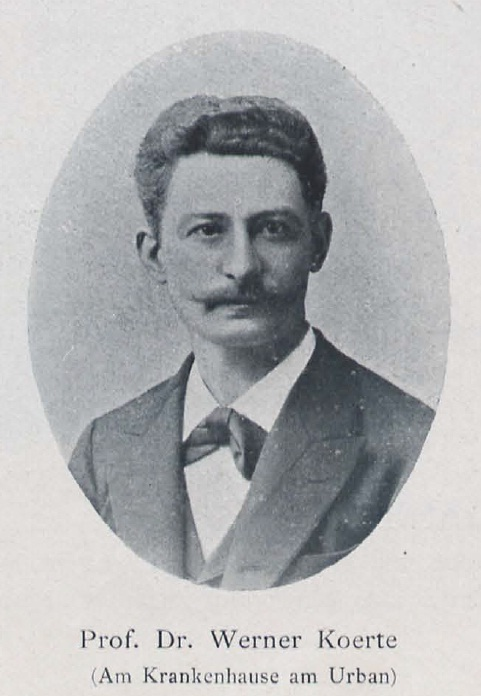

كان فيرنر كورت (21 أكتوبر 1853 - 3 ديسمبر 1937) جراحًا ألمانيًا ولد في برلين. كان شقيق عالم الآثار غوستاف كورتي (1852-1917) وعالم اللغة الفريد كورتي (1866-1946).
خلال الحرب الفرنسية البروسية، عمل كمتطوع في التيفوسلاساريت في ميتز، وفي عام 1875 حصل على الدكتوراه الطبية من جامعة ستراسبورغ. من 1877 إلى 1879 كان مساعداً لروبرت فرديناند ويلمز (1824-1880) في مستشفى بيثين في برلين. عندما كان ويلمز عاجزا بسبب المرض، كان رئيس مؤقت في المستشفى. من 1889 إلى 1924 كان مدير مستشفى Krankenhaus Urban (المستشفى الحضري) في برلين.
كجراح متخصص في عمليات جراحية في الكبد والمرارة والبنكرياس. من عام 1899 حتى عام 1929، شغل منصب السكرتير الأول للجمعية الألمانية للجراحة، وانتُخب لاحقًا رئيسًا فخريًا (1930).
توفيت المغنية أمالي يواكيم أثناء خضوعها لعملية جراحية في المرارة تحت رعايته في 3 فبراير 1899.

## منشورات مختارة
- Die Chirurgie der Leber und der Gallenwege ، (جراحة الكبد والمرارة) ، 1892.
- Beiträge zur Chirurgie der Gallenwege ، (مساهمات في جراحة المرارة) ، 1905.
- Handbuch der Praktischen Chirurgie Kapitel zum Peritoneum (كتاب مدرسي للجراحة العملية من الصفاق ).
- Die Deutsche Klinik am Eingange des zwanzigsten Jahrhunderts Abschnitt über Mastdarm .